# Rózsa András (politikus)
Rózsa András (Budapest, 1984) magyar politikus, 2024 óta Budapest XIV. kerületének polgármestere. A Momentum Mozgalom tagja.

## Élete
Gyermekkora óta Zuglóban él. 2008-ban végzett közgazdászként, később a versenyszektorban helyezkedett el és vállalkozóként is dolgozott.
2017-ben csatlakozott a Momentum Mozgalom helyi szervezetéhez. 2019-ben az önkormányzati választáson bejutott a kerületi közgyűlésbe, majd alpolgármester lett.
2024-ben a Momentum őt jelölte Zuglóban az önkormányzati választáson. Miután a szavazatok 36, 61 százalékával megnyerte a választást, ő lett Horváth Csaba utódjaként a XIV. kerület következő polgármestere.